# Zdwinsk
Zdwinsk (ros. Здвинск) – wieś (sieło) w Rosji, w obwodzie nowosybirskim, ośrodek administracyjny rejonu zdwińskiego. W 2010 liczyła 5602 mieszkańców.